# Blacus andreei
Blacus andreei är en stekelart som beskrevs av Charles Thomas Brues 1933. Blacus andreei ingår i släktet Blacus och familjen bracksteklar. Inga underarter finns listade.